# Austin Music Hall
Die Austin Music Hall war eine Mehrzweckhalle in Austin, Texas.

## Geschichte
Die Arena wurde auf einem Areal von 43.000 Quadratfuß errichtet und bot Platz für mehr als 4000 Personen. Der Veranstaltungsort wurde hauptsächlich für Konzerte genutzt. So trat schon Eric Clapton in der Halle im Rahmen seiner From the Cradle World Tour hier auf. Am 18. März 2016 musste die Halle komplett evakuiert werden, nachdem eine Person aus einem unruhigen Publikum eine Pistole zog. Im Frühling 2016 wurde die Halle geschlossen und abgerissen. Die letzte Aktivität der Halle und deren Besitzer wurde am 30. März 2016 veröffentlicht.